# Alexej Manvelov
Alexej Manvelov, född 31 mars 1982 i Moskva i Sovjetunionen, är en svensk skådespelare. Han fick sitt stora genombrott i rollen som skurken Davor i den svenska thrillerserien Innan vi dör på SVT 2017.

## Biografi
Alexej Manvelov föddes i Moskva. Hans mor kommer från Ryssland och hans far är kurd från Syrien. Vid nio års ålder, strax efter Sovjetunionens fall, flyttade han till Sverige med sin far som träffat en svensk kvinna. Han växte sedan upp i Ljungsbro och Linköping. Förutom estetiskt program på gymnasiet är Manvelov i princip självlärd som skådespelare. Han utbildade sig inom bygg och anläggning och arbetade under tio år inom byggnadsbranschen samtidigt som han sökte skådespelarengagemang. Han har även läst filmvetenskap. Under flera år var Manvelov en del av frigruppen Teater Tillsammans.
Manvelov har medverkat i TV-serier som Innan vi dör (2017) och Top dog (2020) där han porträtterat vemodiga machomän. Han har även haft roller i internationella produktioner som den brittiska HBO-serien Chernobyl (2019) och den brittiska Netflixserien Dept. Q (2025).
Manvelov har även varit verksam på scen, bland annat på Dramaten och Stockholms stadsteater.

## Filmografi
- 2009 – Soundcheck – Domino
- 2009 – Johan Falk:Leo Gaut – skurk
- 2012 – Studio Sex
- 2014 – Tommy
- 2015 – Okkupert – Nikolaj
- 2015 – Vaskduellen
- 2015 – De arbetslösa
- 2015 – Beck – Invasionen –  Jamil
- 2015 – Audition
- 2015 – Arne Dahl: Dödsmässa
- 2016 – Hingsten
- 2017–2019 – Innan vi dör (TV-serie) – Davor
- 2017 – Jordskott – Dr Parker
- 2017 – Trädgårdsgatan
- 2018 – Den blomstertid nu kommer – Tholén
- 2018 – Den döende detektiven (TV-serie)
- 2018 – Sthlm Rekviem (TV-serie)
- 2019 – Chernobyl – Garo
- 2020 – Top Dog – Teddy
- 2020 – Undercover – Victor Bilzarian
- 2022 – Tom Clancy’s Jack Ryan – Alexei Petrov
- 2023 – En dag och en halv
- 2025 – Department Q (TV-serie)

## Teater

### Roller (ej komplett)
| År   | Roll    | Produktion                                          | Regi              | Teater   |
| ---- | ------- | --------------------------------------------------- | ----------------- | -------- |
| 2015 | Ippolit | Idioten Mattias Andersson efter Fjodor Dostojevskij | Mattias Andersson | Dramaten |
| 2020 |         | Vakten vid Rhen Lillian Hellman                     | Jenny Andreasson  | Dramaten |